# Agnieszka Wiktorowska-Chmielewska
Agnieszka Wiktorowska-Chmielewska (ur. 19 czerwca 1976 w Szczecinie) – polska poetka, dramatopisarka, scenarzystka, redaktorka, animatorka kultury, absolwentka Studium Literacko-Artystycznego na Wydziale Polonistyki Uniwersytetu Jagiellońskiego w Krakowie, Wytwórni Scenariuszy przy WFDiF w Warszawie oraz Akademii Sztuk Pięknych w Krakowie.
Autorka tomiku "i tu, i tu", nagrodzonego w konkursie Miasta Krakowa na Książkowy Debiut Poetycki 2014 oraz nominowanego do nagrody XI Ogólnopolskiego Konkursu Literackiego "Złoty Środek Poezji" 2015 na najlepszy poetycki debiut książkowy roku 2014. Publikowana w czasopismach literackich, m.in. w: Lamelii, Kozimrynku, Migotaniach, Nowej Okolicy Poetów, Tyglu Kultury, sZAFie, Wyspie, Interze, Kwartalniku Artystycznym, Cegle, Gazecie Kulturalnej, ArtPapierze, Afroncie, Frazie, Odrze, Miesięczniku Dialog, itp. Tłumaczona na język angielski i publikowana w antologiach i na zagranicznych portalach literackich m.in.: Tuck Magazine, Our Poetry Archive, Collections of Poetry Prose, Personalitiesofinspiration w Zimbabwe, Spillwords.
Autorka słuchowisk "Historia dla dzieci". Współtwórczyni oraz redaktorka (od 2016) Babińca Literackiego, inicjatywy społecznej promującej klasyczną oraz współczesną twórczość polskich oraz zagranicznych poetek. Stypendystka Funduszu Twórczego ZAiKS, MKiDN, UMWW oraz Fundacji czAR(T) Krzywogońca.

## Nagrody
- laureatka 23 edycji ogólnopolskiego konkursu na sztukę teatralną dla dzieci i młodzieży organizowaną przez Centrum Sztuki Dziecka w Poznaniu za sztukę pt.: „Malwinka w ptasim królestwie” (2012)
- nagrodzona w Konkursie na Książkowy Debiut Poetycki Miasta Krakowa (2014)
- wyróżniona w Konkursie „Kogo porywa Europa?” za słuchowisko „Migawki z drogi” (2015)
- nominowana do nagrody za najlepszy poetycki debiut książkowy 2014 – XI Ogólnopolski Konkurs Literacki "Złoty Środek Poezji" (2015)
- I miejsce w konkursie "Trzy Korony – Małopolska Nagroda Filmowa" za scenariusz filmu dokumentalnego "dokumentAlista człowieka"(2017)[8]
- I nagroda w 11 konkursie na zbór wierszy o Złoty Syfon Scherffera za tomik "przesłuchanie" (2019)
- I nagroda w IV Konkursie Literackim im. Macieja Słomczyńskiego za zbiór opowiadań "Dzielnica (bez) cudów" (2019)[9]
- nominacja do II edycji Nagrody Literackiej "Jantar" za zbiór opowiadań "Dzielnica (bez) cudów" (2021)[10]

## Publikacje – poezja
- poemik „i tu, i tu”, wydawca Urząd Miasta Kraków, 2014 (publikacja on-line na krakow.pl (ISBN 978-83-917509-7-1)
- poemik „i tu, i tu”, wydawca Towarzystwo Słowaków w Polsce, 2014 (ISBN 978-83-7490-792-7)
- "Szczęściodoły", wydawca Księgarnia Akademicka, Kraków 2016 ISBN 978-83-7638-755-0
- "Krąg ochronny", wydawca Biblioteka Kraków, Kraków 2018 (ISBN 978-83-949508-2-8)
- "Trójka", wydawca Fundacja czAR(T) Krzywogońca, 2018 (ISBN 978-83-951862-1-9)
- "impresje", wydawca Fundacja czAR(T) Krzywogońca, 2019 (ISBN 978-83-951862-3-3)
- "przesłuchanie", wydawca K.I.T Stowarzyszenie Żywych Poetów, Brzeg 2020 (ISBN 978-83-61381-67-9)
- "miniatury. portrety krakowskie", wydawca Strefa Poetycka, Kraków 2020 (ISBN 978-83-959392-0-4)
- "Taniec wariata", wydawca Fundacja Duży Format, Warszawa 2021 (ISBN 978-83-66584-45-7)
- artbook "WOLNO", wydawca Strefa Poetycka, Kraków 2022 (ISBN 978-83-959392-2-8)

## Publikacje – proza
- "Dzielnica (bez) cudów", wydawca Księgarnia Akademicka, Kraków, 2020 ISBN 978-83-81382-72-4
- "Prawo natury", wydawca Księgarnia Akademicka, Kraków, 2022 ISBN 978-83-8138-816-0
- "Ruchome obrazy", wydawca Księgarnia Akademicka, Kraków, 2023 ISBN 978-83-8138-763-7

## Publikacje inne
- 33 Zeszyt Nowe Sztuki dla Dzieci i Młodzieży, sztuka „Malwinka w ptasim królestwie”, wydawca Centrum Sztuki dla Dzieci w Poznaniu, 2012 (ISBN 978-83-60557-76-1)
- "Kolory świata – wierszyki do rysowania", wydawca Strefa Poetycka, Kraków 2021 (ISBN 978-83-959392-1-1)[11]
- "Tynieckie Recitale Organowe - 50 lat”, wydawca Centrum Kultury Podgórza w Krakowie, 2024 (ISBN 978-83-64704-14-7)

## Słuchowiska
- Jak stary Jaromir odnalazł skarb (2014)
- Mały może dużo (2014)
- O stajennym chłopcu, który chciał zostać rycerzem (2014)
- Co łączy warzywa na talerzu z błaznem (2014)
- Jan III Sobieski i jego husaria (2014)
- Jak kruki opanowały miasto (2014)
- Sprzedawca marzeń (2014)
- Powiedz, w jakim języku myślisz, a powiem ci, kim jesteś (2014)
- W blasku ogniska (2015)
- O krawcu szyjącym bez nici (2015)
- O lwie, co kochał słońce (2015)
- Stefan Batory – mądrość i męstwo w jednym (2015)
- O wiarusie zaklętym w kamień (2015)
- O wielkiej tęsknocie i morzu (2015)
- Migawki z drogi (2015)

## Antologie
- "Wiersze Gniewne", wydawca Radio Łódź, 2012 (ISBN 978-83-7672-240-5)
- „Człowiek i sny”, wydawca Starostwo Powiatowe w Nowym Sączu, 2013 (ISBN 978-83-62735-21-1)
- „Milowy Słup 2013”, wydawca Miejsca Biblioteka Publiczna w Koninie, 2013 (ISBN 978-83-87582-56-2)
- „Człowiek i droga”, wydawca Starostwo Powiatowe w Nowym Sączu, 2014 ISBN 978-83-62735-25-9
- "The Elements: A Collections of Poetry & Prose on Earth, Air, Water and Fire", wydawca CreateSpace Independent Publishing Platform, 2018 (ISBN 978-1986441209)
- "Eros: A Collection of Poetry and Prose on Desire and the Erotic Kindle Edition", wydawca CreateSpace Independent Publishing Platform, 2018
- "Globalne wioski", wydawca Inter-. Literatura-Krytyka-Kultura, 2019) (ISBN 978-83-94853-31-0)
- „SLApidarium”, wydawca Wydawnictwo Księgarnia Akademicka, Kraków, 2019 (ISBN 978-83-81381-04-8)
- "111. ANTOLOGIA BABIŃCA LITERACKIEGO (2016–2019)", wydawca Fundacja Duży Format, 2020 (ISBN 978-83-66584-00-6)
- "Przewodnik po zaminowanym terenie 2" (2016–2020), wydawca Ośrodek Postaw Twórczych, Wrocław 2021 (ISBN 978-83-917373-6-1)